# Zdeněk Prokeš
Zdeněk Prokeš (Checoslovaquia; 13 de junio de 1953-1 de agosto de 2024) fue un futbolista checoslovaco que jugó en la posición de defensa.

## Carrera

### Club
| Periodo   | Club             | Apariciones | Goles |
| --------- | ---------------- | ----------- | ----- |
| 1974-1985 | Bohemians 1905   | 294         | 18    |
| 1985–1988 | TSV 1860 München | 87          | 18    |

### Selección nacional
Jugó para Checoslovaquia en 17 ocasiones de 1977 a 1985 y anotó un gol.

## Logros
- Primera Liga de Checoslovaquia (1): 1982/83